# Habitabilidade em sistemas de anãs amarelas
A Habitabilidade em sistemas de anãs amarelas define a capacidade para a vida dos exoplanetas pertencentes a estrelas deste tipo. Estes sistemas são objeto de estudo na comunidade científica por serem considerados os mais adequados para acomodar organismos vivos juntamente aos pertencentes a estrelas do tipo K. 
As anãs amarelas compreendem as do tipo G da sequência principal, com massas entre 0,8 e 1,2 M☉ e temperaturas superficiais entre 5000 e 6000 K. São as terceiras mais comuns na galáxia da Via Láctea e são as únicas nas quais a zona habitável coincide por completo com a zona de habitabilidade ultravioleta.
Visto que a zona habitável se situa ainda mais longe em estrelas com mais massa e luminosidade, a separação entre o astro principal e o limite interno desta região é maior nas anãs amarelas do que nas anãs vermelhas e laranjas. Portanto, os planetas localizados nesta zona de estrelas do tipo G estão a salvo das intensas emissões estelares que são produzidas após a sua formação e não se encontram tão afetados pela influência gravitacional do seu astro como aqueles pertencentes a corpos estelares de menores dimensões. Deste modo, todos os planetas localizados na zona de habitabilidade das estrelas deste tipo excedem o limite de acoplamento de maré e, portanto, a sua rotação não está sincronizada com a sua órbita.
A Terra, em órbita em torno de uma anã amarela, representa o único exemplo conhecido de habitabilidade planetária. Por este motivo, o principal objetivo no campo da exoplanetologia é encontrar um planeta análogo à Terra que reúna as suas principais características, como o tamanho, a temperatura média e a localização em torno de uma estrela semelhante ao Sol. Contudo, as limitações tecnológicas dificultam a descoberta destes objetos, por causa da escassa frequência dos seus trânsitos (consequência da distância que os separa das suas estrelas ou semieixo maior). Por consequente, só existem três exoplanetas confirmados que pertençam a sistemas de anãs amarelas na lista dos 20 mais semelhantes à Terra, segundo a atualização do arquivo da NASA, do 21 de janeiro de 2016: Kepler-452b, Tau Ceti e e Kepler-22b.11

## Características
As estrelas anãs amarelas correspondem-se com as da classe G da sequência principal, com uma massa entre 0,9 e 1,1 M☉, e temperaturas superficiais entre 5000 e 6000 K. Visto que o próprio Sol é uma anã amarela, do tipo G2V, este tipo de astros também são conhecidos como análogos solares. Ocupam o terceiro lugar entre as estrelas mais comuns da sequência principal, atrás das anãs vermelhas e das laranjas, com uma representatividade de 4% com respeito ao total da Via Láctea. Permanecem na sequência principal por um período de 10.000 milhões de anos, aproximadamente. A seguir ao Sol, a estrela do tipo G mais próxima à Terra é a Alpha Centauri A, a 4,4 anos luz e pertencente a um sistema estelar múltiplo.
Todas as estrelas atravessam uma fase de intensa atividade após a sua formação, devido à sua rotação, muito mais rápida no começo das suas vidas. A duração deste período varia em função da massa do objeto: os astros com menos massa podem permanecer neste estado até aos 3.000 milhões de anos, face aos 500 milhões de anos das estrelas do tipo G. Os estudos da equipa de Edward Guinan, astrofísico da Universidade de Villanova, revelam que o Sol rodava dez vezes mais depressa no início da sua vida. Uma vez que a velocidade de rotação de uma estrela afeta o seu campo magnético, as emissões de raios X e UV do Sol eram centenas de vezes mais intensas do que são na atualidade.
A extensão desta fase nas anãs vermelhas, assim como o provável acoplamento de maré dos seus planetas potencialmente habitáveis a seu respeito, poderia acabar com o campo magnético destes planetas, o que pressuporia a perda de quase toda a sua atmosfera e da sua água para o espaço, pela interação com o vento estelar. Pelo contrário, o semieixo maior dos objetos planetários pertencentes à zona habitável de estrelas do tipo G é amplo o suficiente de maneira a permitir a rotação planetária. Além disso, a duração do período de intensa atividade estelar é muito curta, de forma a eliminar uma parte significativa da atmosfera em planetas com massas semelhantes ou superiores às da Terra, que contam com uma gravidade e magnetosfera capazes de contrariar os efeitos dos ventos estelares.

## Zona habitável

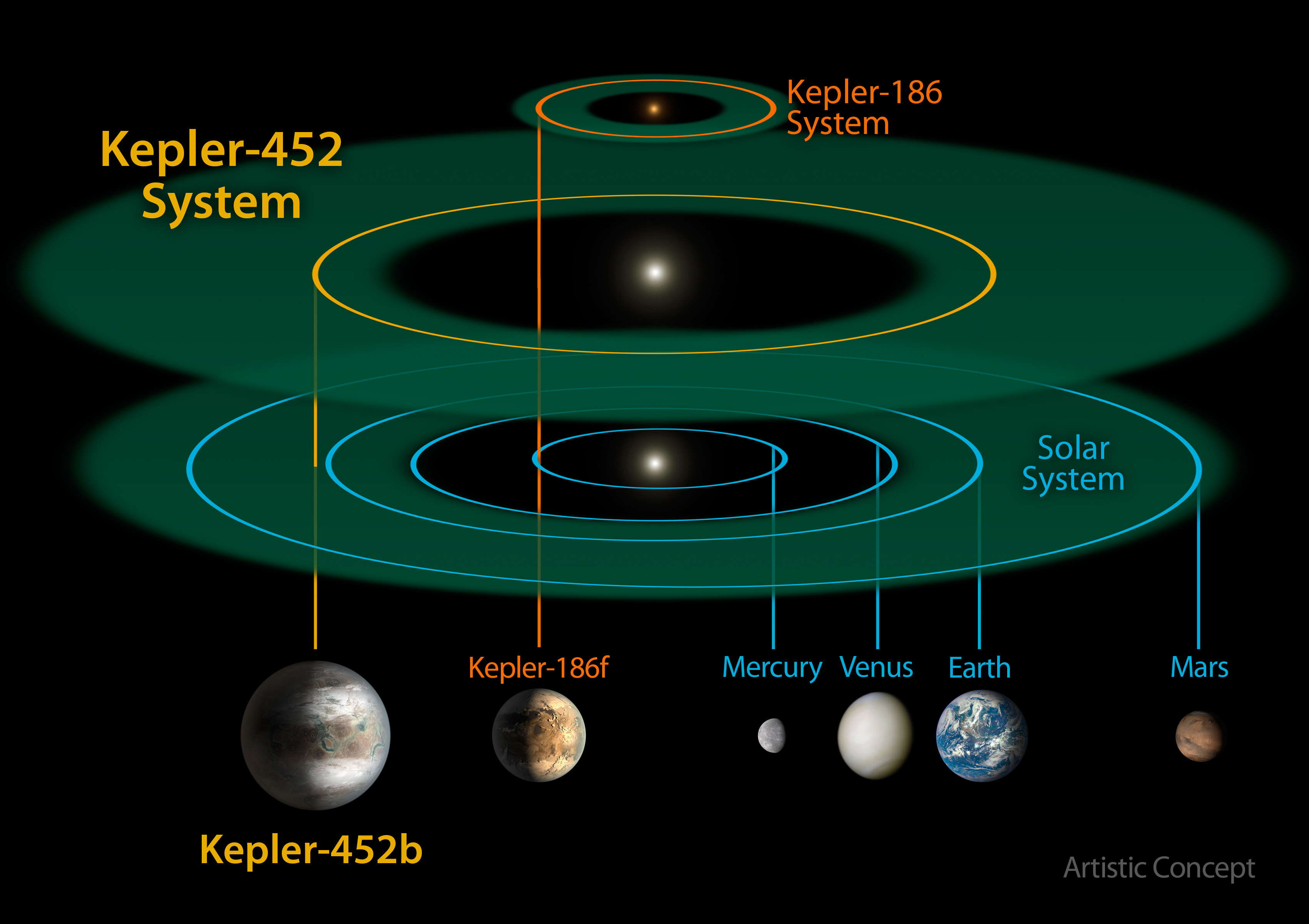
Zona habitável das estrelas Kepler-186 (anã vermelha), Kepler-452b e o Sol (ambas anãs amarelas).

A zona habitável em torno das anãs amarelas varia em função do seu tamanho e luminosidade, ainda que o limite interno esteja normalmente a 0,84 UA e o externo a 1,67, numa anã da classe G2V como o Sol. Numa anã da classe G5V (mais pequena) de 0,95 R☉, a zona habitável seria correspondente à região localizada entre 0,8 e 1,58 UA com respeito à estrela, enquanto que numa estrela do tipo G0V (maior) se situaria a uma distância entre 1 e 2 UA do corpo estelar. Em órbitas menores ao limite interno da zona habitável, desencadear-se-ia um processo de evaporação da água, separação do hidrogénio por fotólise e perda de hidrogénio para o espaço por escape hidrodinâmico. Mais além do limite externo da zona habitável, as temperaturas seriam baixas o suficiente para permitir a condensação do CO2, o que pressuporia um aumento do albedo e uma redução retroalimentativa do efeito de estufa até provocar uma glaciação global permanente. 
O tamanho da zona de habitabilidade é diretamente proporcional à massa e à luminosidade da sua estrela que, quanto maior for, maior será a sua zona habitável e mais longe se encontrará da sua superfície. As anãs vermelhas, as mais pequenas da sequência principal, têm uma zona de habitabilidade muito pequena e próxima a elas, o que sujeita qualquer planeta potencialmente habitável do sistema aos efeitos da sua estrela, incluindo um provável acoplamento de maré. Mesmo numa anã amarela pequena como Tau Ceti e, do tipo G8,5V, o limite de fixação está localizado a 0,4237 UA face aos 0,522 UA que marcam o limite interno da zona habitável. Logo, qualquer objeto planetário que orbite uma estrela da classe G nesta região, superará o limite de acoplamento e contará com ciclos de dia e noite, como a Terra.
Nas anãs amarelas, esta região coincide por completo com a zona de habitabilidade ultravioleta. Esta área é determinada por um limite interno a partir do qual a exposição à radiação ultravioleta seria demasiado elevada para o ADN e por um exterior que oferece os níveis mínimos para que os seres vivos possam desempenhar os seus processos biogénicos. No sistema solar, esta região situa-se entre 0,71 e 1,9 UA do Sol, face aos 0,84-1,67 UA que marcam os extremos da zona habitável.

Potencial para a vida

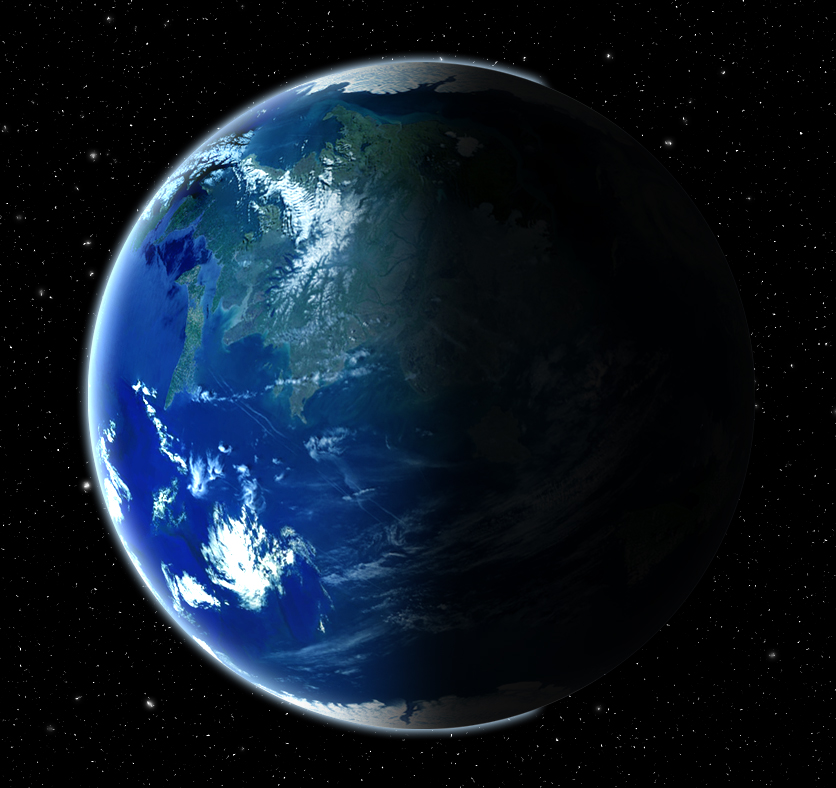
Possível aspeto de um análogo à Terra.

Dada a duração da sequência principal em estrelas do tipo G,15 os níveis de radiação ultravioleta na sua zona habitável,4 o semieixo maior do limite interno desta região e a distância a que se encontra o seu limite de acoplamento de maré, entre outros fatores, as anãs amarelas são consideradas como as mais propícias para a vida, juntamente às do tipo K.
Na ausência de exemplos conhecidos que ofereçam cenários distintos nos quais pode aparecer vida, os astrónomos partem do grau de parentesco de um exoplaneta com a Terra para estabelecer a sua potencial habitabilidade. Desse modo, o principal objetivo da investigação exoplanetária é encontrar um objeto que possua as principais características do nosso planeta, como o seu raio, massa, temperatura, composição atmosférica e que pertença a uma estrela semelhante ao Sol. Em teoria, estes análogos terrestres devem apresentar condições de habitabilidade equiparáveis que permitam a proliferação de vida extraterrestre.
Com este fim, a NASA e o Instituto SETI elaboraram um indicador, o Índice da Similaridade com a Terra (ESI), que valoriza a semelhança em função da massa, raio, velocidade de escape e temperatura de equilíbrio estimada do corpo planetário. No entanto, esta tabela não considera nos seus cálculos aspetos transcendentais como a composição atmosférica, a idade do sistema ou o tipo de estrela. Partindo dos graves problemas que os sistemas de anãs vermelhas e os corpos estelares do tipo F ou superiores apresentam para a habitabilidade planetária, as únicas que poderiam oferecer um cenário suportável para a vida seriam as do tipo K e G. Os análogos solares costumavam ser considerados os candidatos mais prováveis para alojar um sistema planetário semelhante ao solar e os melhores posicionados para manter formas de vida baseadas no carbono e nos oceanos de água liquida. Estudos posteriores, como «Superhabitable Worlds» de René Heller e John Armstrong, estipulam que as anãs laranjas poderiam ser mais adequadas para a vida que as do tipo G e para alojar os hipotéticos planetas super-habitáveis.
No entanto, as anãs amarelas continuam a representar o único tipo estelar do qual existem provas da sua capacidade para a vida. Além disso, enquanto que noutros tipos de estrelas a zona habitável não coincide na sua totalidade com a zona de habitabilidade ultravioleta, nas da classe G, a primeira situa-se por completo entre os limites da segunda. Por último, as anãs amarelas contam com uma fase inicial de intensa atividade estelar muito mais curta que as do tipo K, o que permite aos planetas pertencentes a análogos solares conservar as suas atmosferas primigénias com mais facilidade e mantê-las durante grande parte da sequência principal.

Descobrimentos

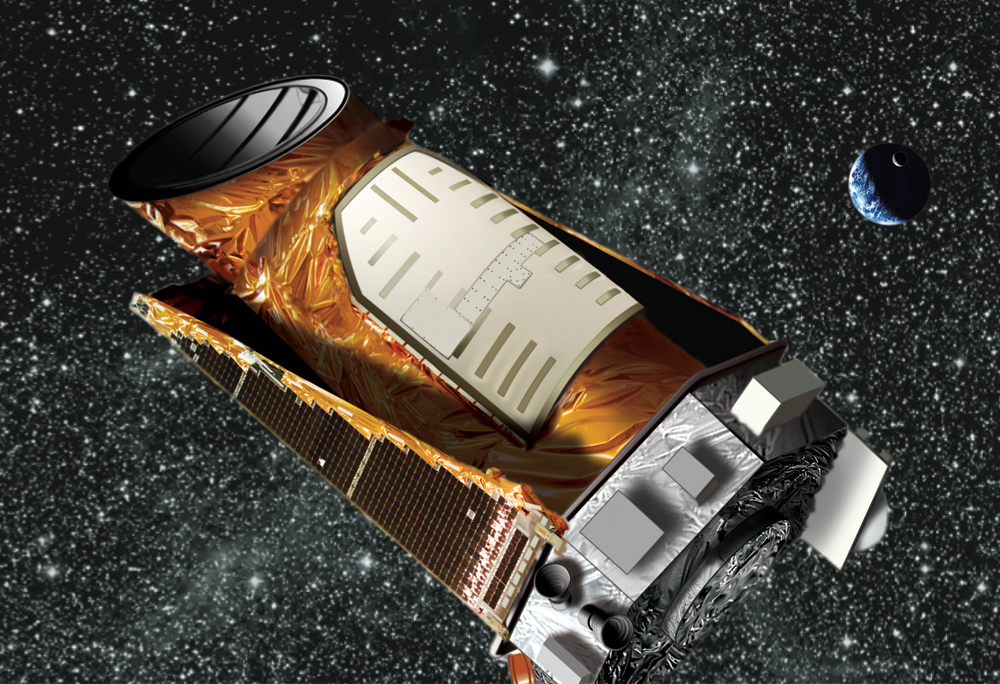
Telescópio Espacial Kepler.

A maioria dos exoplanetas descobertos foram detetados pelo telescópio espacial Kepler, que utiliza o método de trânsito para encontrar planetas em redor de outros sistemas. Este procedimento analisa o brilho das estrelas para detetar declines que indiquem a passagem de um objeto planetário à sua frente, da perspetiva do Observatório. É o método que tem obtido maiores êxitos em investigação exoplanetária juntamente com o método de velocidade radial, que consiste na análise das vibrações causadas nas estrelas pelos efeitos gravitacionais dos planetas que as orbitam. O uso destes procedimentos com as limitações dos telescópios atuais dificulta a descoberta de objetos com órbitas semelhantes à terrestre ou superiores, o que cria um viés a favor dos planetas com um semieixo maior curto. Como consequência, a maior parte dos exoplanetas detetados é excessivamente quente ou pertence a estrelas com pouca massa, cuja zona habitável se encontra próxima delas, o que significa que qualquer objeto que orbite nessa região terá um ano significativamente mais curto que o da Terra.
Os corpos planetários pertencentes à zona de habitabilidade de anãs amarelas, como Kepler-22b, Kepler-452b ou a Terra, demoram centenas de dias a completar uma órbita em torno da sua estrela. A maior luminosidade destes astros, a escassez dos trânsitos e o semieixo maior dos seus planetas localizados na zona habitável, reduzem as probabilidades de detetar esta classe de objetos e aumenta consideravelmente o número de falsos positivos, como nos casos de KOI-5123.01 e KOI-5927.01. Os observatórios terrestres e orbitais projetados para os próximos dez anos poderão aumentar os descobrimentos de análogos terrestres em sistemas de anãs amarelas.
Pelas dificuldades anteriormente mencionadas na atualização da base de dados exoplanetária da NASA, no dia 21 de janeiro de 2016, só existem três planetas pertencentes a sistemas de anãs amarelas entre os 20 com maior IST: Kepler-452b (83%), Tau Ceti e (78%) e Kepler-22b (71%).

Kepler-452b

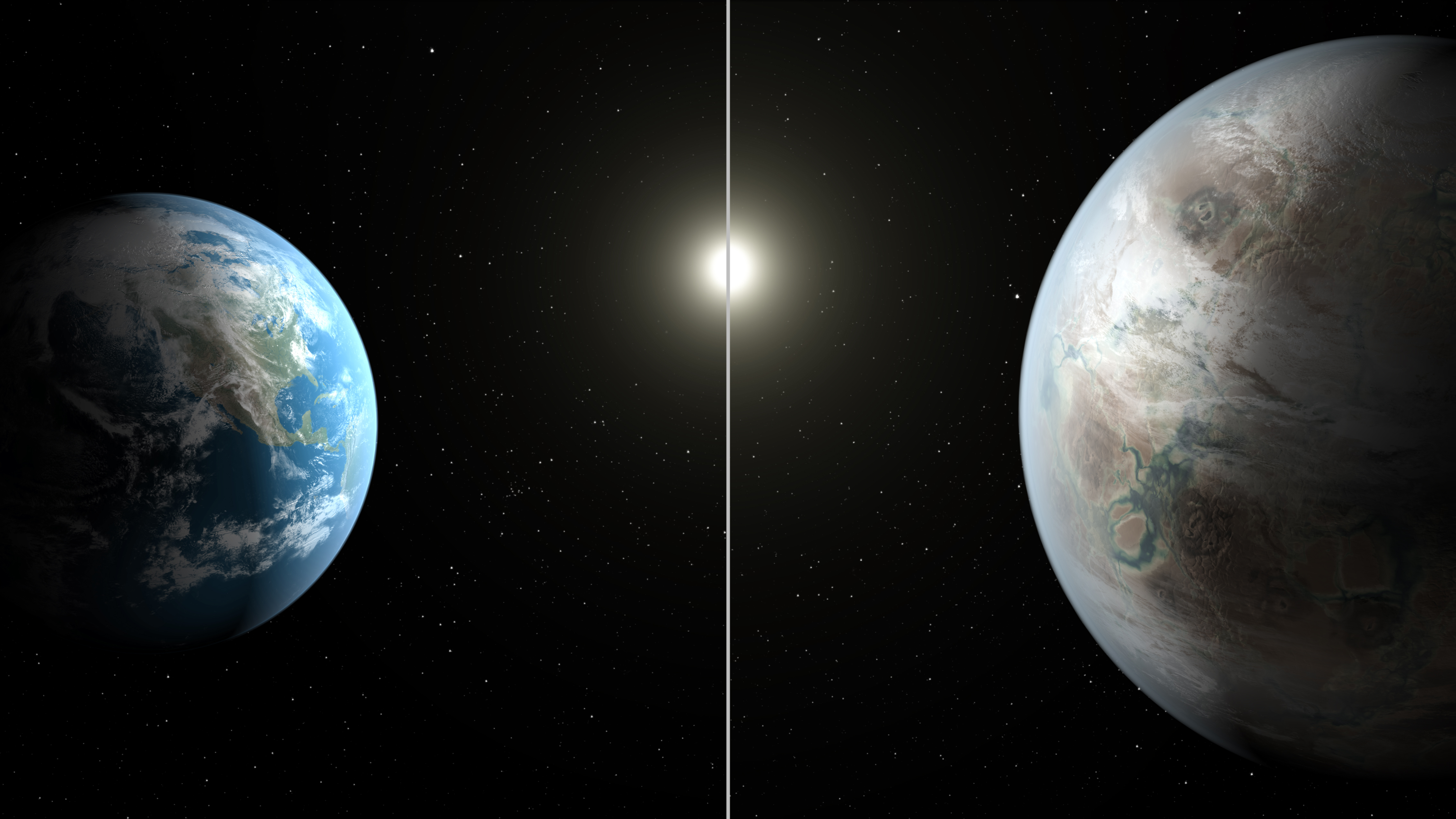
Comparação entre a Terra (esquerda) e Kepler-452b (direita).

Kepler-452b encontra-se a 1400 anos luz da Terra, na constelação Cisne (Cygnus). O seu raio, de aproximadamente 1,6 R⊕, situa-o mesmo no limite que separa os planetas telúricos dos mini-neptunos, estabelecido pela equipa de Courtney Dressing, investigadora do Centro de Astrofísica Harvard-Smithsonian (CfA). Se a densidade do planeta for semelhante à terrestre, a sua massa será de 5 M⊕ e a sua gravidade duas vezes maior. Kepler-452b pertence uma anã amarela do tipo G2V, como o Sol, com uma idade estimada de 6.000 milhões de anos (6 Ga) face aos 4,5 Ga do sistema solar.
A massa da sua estrela é ligeiramente superior à do Sol, 1,04 M☉, pelo que apesar de completar uma órbita à sua volta a cada 385 dias (face aos 365 dias terrestres), é mais quente do que a Terra. Se apresentar um albedo e composição atmosférica semelhantes, a temperatura média da superfície rondará os 29 ℃.11 Os indicadores do PHL para o exoplaneta são 83% (IST), 0,93 (SPH), -0,61 (HZD), -0,15 (HZC) e 0,3 (HZA). Estes valores mostram um importante grau de semelhança com a Terra, condições favoráveis para a vida vegetal, uma órbita mais próxima à sua estrela do que a terrestre, uma escassa presença de metais na sua composição e uma atmosfera muito densa.
De acordo com Jon Jenkins, do centro de investigação Ames da NASA, desconhece-se se Kepler-452b é um planeta terrestre, um mundo oceânico ou um mini-neptuno. Se se tratar de um objeto do tipo telúrico como a Terra, é provável que conte com uma maior concentração de nuvens, uma intensa atividade vulcânica e que esteja a ponto de sofrer um efeito de estufa descontrolado semelhante ao de Vénus, pelo constante aumento da luminosidade da sua estrela, depois de ter permanecido na sua zona habitável durante toda a sequência principal. Doug Caldwell, cientista do Instituto SETI e membro da missão Kepler, estima que Kepler-452b pode estar a experimentar o mesmo processo que a Terra sofrerá dentro de mil milhões de anos.

Tau Ceti e

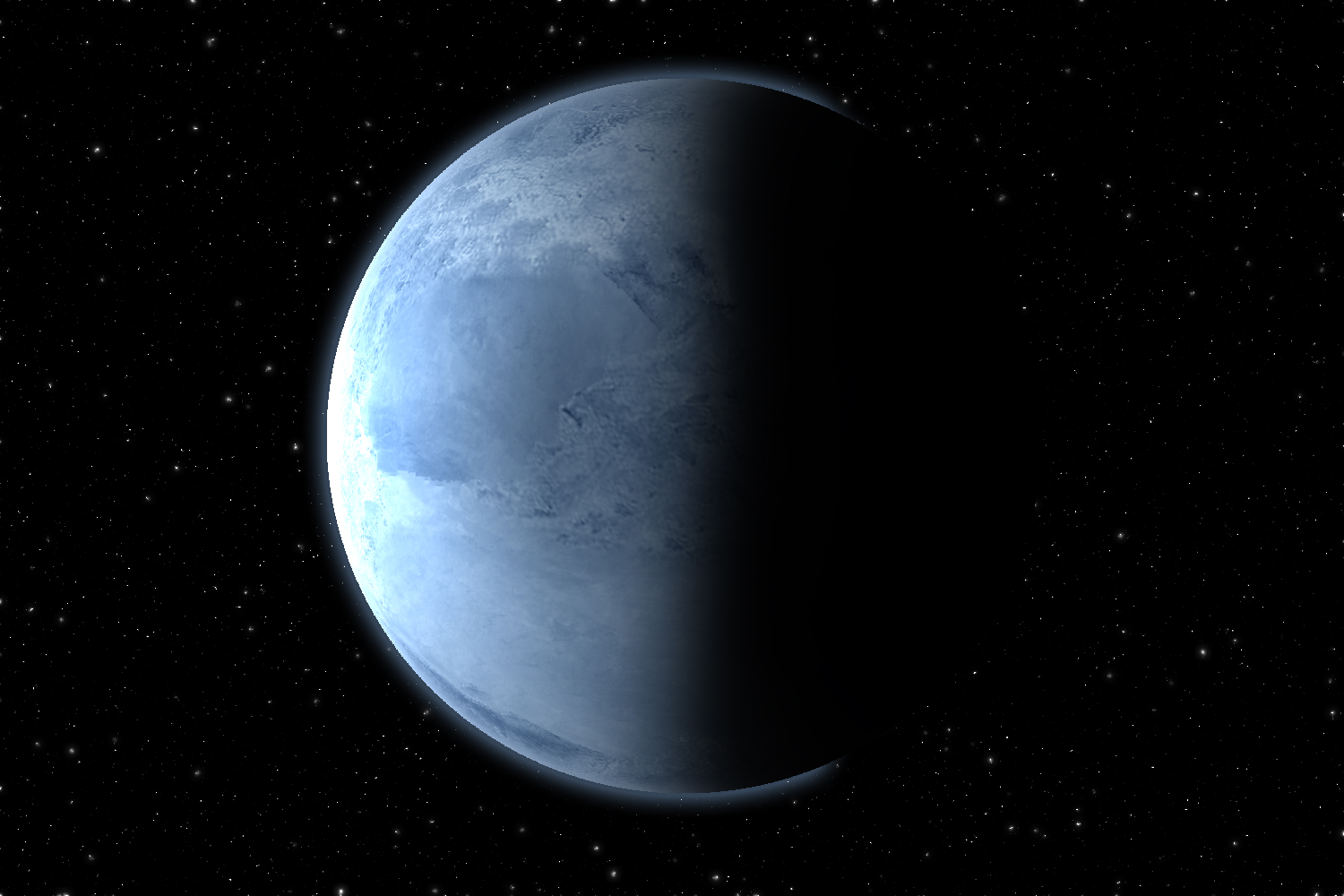
Possível aspeto de Tau Ceti e.

Tau Ceti e orbita em torno de uma estrela do tipo G8,5V na constelação (Baleia) Cetus, a 12 anos luz da Terra. Conta com um raio de 1,59 R⊕ e uma massa de 4,29 M⊕, pelo que assim como Kepler-452b, se encontra no limite de separação entre os planetas terrestres e gasosos. Com um período orbital de apenas 168 dias, assumindo uma composição atmosférica e albedo semelhantes aos da Terra, a sua temperatura seria de 50 ℃. Os indicadores do PHL de Tau Ceti e são 78% (IST), 0,00 (SPH), -0,92 (HZD), -0,15 (HZC) e 0,16 (HZA). Estes valores marcam uma semelhança com a Terra próxima à de Marte, umas condições muito hostis para a vida vegetal, uma órbita muito próxima do limite interno da zona habitável, uma certa escassez de metais na sua composição e uma atmosfera densa.
O planeta está localizado mesmo na borda interna da zona habitável e recebe cerca de 60% mais luz do que a Terra. O seu tamanho pode também implicar uma maior concentração de gases na sua atmosfera, que o convertem num objeto do tipo super-Vénus. De outra forma, poderia ser o primeiro termoplaneta a ser descoberto.
Kepler-22b

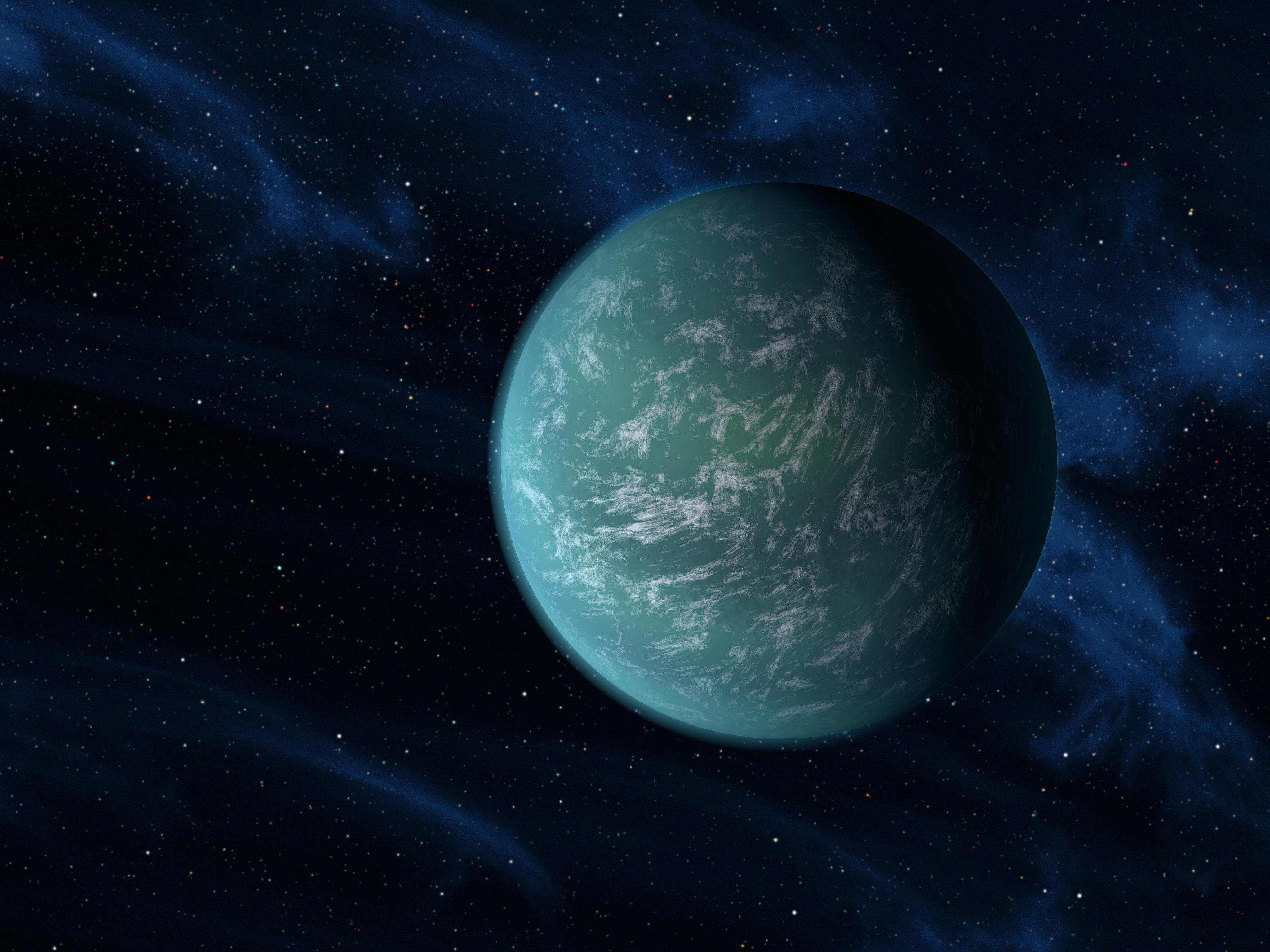
Impressão artística de Kepler-22b.

Kepler-22b está a uma distância de 600 anos luz, na constelação Cisne. Completa uma órbita em torno da sua estrela, do tipo G5V, a cada 290 dias. O seu raio é de 2,35 R⊕ e a sua massa estimada, para uma densidade semelhante à da Terra, seria de 20,36 M⊕. Os indicadores do PHL para o objeto são 71% (IST), 0,53 (SPH), -0,64 (HZD), -0,12 (HZC) e 1,79 (HZA). Estes valores teorizam um escasso parentesco entre o exoplaneta e a Terra, um ambiente ligeiramente hostil para a vida vegetal, uma composição escassa em metais e uma atmosfera extremamente densa. Se a atmosfera e o albedo do planeta fossem semelhantes aos terrestres, a sua temperatura superficial rondaria os 22℃.
Foi o primeiro exoplaneta encontrado pelo telescópio Kepler pertencente à zona de habitabilidade da sua estrela. Pelo seu tamanho, considerando o limite estabelecido pela equipa de Courtney Dressing e o valor de HZA atribuído pelo PHL, a probabilidade de que se trate de um mini-neptuno é muito elevada.

Notas
- Existem várias maneiras de classificar as estrelas. Uma delas é em função da classe da luminosidade: A classe V corresponde-se com as anãs —pertencentes à sequência principal—, a classe III com as gigantes e a classe I com as supergigantes.12
- Esta é a esperança de vida para uma estrela de classe G2 como o Sol, embora seja superior às de menor tamanho.15
- A anã amarela mais próxima do Sol, que não pertence a um sistema múltiplo, é a Tau Ceti e, a 12 anos luz.2
- O acoplamento de maré de um planeta com respeito à sua estrela deve-se à proximidade entre ambos os corpos, o que sincroniza a rotação do corpo planetário com a sua órbita. Deste modo, o objeto mostraria sempre a mesma cara à sua estrela, contando com um hemisfério diurno e outro noturno. A baixa rotação pode reduzir substancialmente o campo magnético do planeta - a sua principal proteção contra os ventos estelares.18
- O limite de fixação para uma estrela do tipo G5 encontra-se a 0,6 UA,12 enquanto que o limite interno da zona habitável está a 0,8 UA.19

Referências
- Perryman, 2011, p. 285
- Croswell, Ken (1999). Magnificent Universe (em inglês). Simon & Schuster. p. 80. ISBN 978-0684845944. Consultado em 8 de outubro de 2015.
- «Stellar classification». Enciclopedia Británica (em inglês). Consultado em 8 de outubro de 2015.
- Buccino, Andrea P.; Lemarchand, Guillermo A.; Mauas, Pablo J.D. (2006). «Ultraviolet radiation constraints around the circumstellar habitable zones». Icarus (em inglês) 183 (2): 491–503. ISSN 0019-1035. Consultado em 9 de outubro de 2015.
- Niels Bohr Institute (18 de março de 2015). «Planets in the habitable zone around most stars, calculate researchers». Astrobiology Magazine (em inglês). Consultado em 8 de outubro de 2015.
- Astrobio (Staff) (12 de agosto de 2009). «Stars Choose the Life Around Them». Astrobiology Magazine (em inglês). Consultado em 8 de outubro de 2015.
- Ulmschneider, 2006, p. 61.
- Heller e Armstrong, 2014, p. 50.
- Coulter, Dauna; Phillips, Tony (29 de março de 2012).«Getting to Know the Goldilocks Planet» (em inglês). NASA Science. Consultado em 12 de outubro de 2015.
- Wall, Mike (7 de janeiro de 2015). «Search for the First True Alien Earth Heats Up» (em inglês). Space.com. Consultado em 14 de outubro de 2015.
- «PHL's Exoplanets Catalog». PHL (em inglês). 10 de janeiro de 2016. Consultado em 21 de janeiro de 2016.
- Ulmschneider, 2006, p. 54.
- Ridpath, Ian (2009). Diccionario de astronomía. Complutense. p. 312. ISBN 978-8489784703. Consultado em 8 de outubro de 2015.
- Takeda, Yoichi; Tajitsu, Akito; Honda, Satoshi; Kawanomoto, Satoshi (2012). «Detection of Low-Level Activities in Solar-Analog Stars from the Emission Strengths of Ca II 3934 Line» (PDF). Astronomical Society of Japan (em inglês). arXiv:1207.0176. Consultado em 9 de outubro de 2015.
- Redd, Nola Taylor (5 de maio de 2015). «Main Sequence Stars: Definition & Life Cycle» (em inglês). Space.com. Consultado em 13 de outubro de 2015.
- Choi, Charles (23 de fevereiro de 2012). «Red Dwarf Stars May Be Best Chance for Habitable Alien Planets» (em inglês). Space.com. Consultado em 8 de outubro de 2015.
- Schirber, Michael (9 de abril de 2009). «Living with a Red Dwarf». Astrobiology Magazine (em inglês). Consultado em 8 de outubro de 2015.
- Schirber, Michael (9 de abril de 2009). «Can Life Thrive Around a Red Dwarf Star?» (em inglês). Space.com. Consultado em 9 de outubro de 2015.
- Cuntz, Manfred; Guinan, Edward F.; Kurucz, Robert L. (2009). «Biological Damage due to Photospheric, Chromospheric and Flare Radiation in the Environments of Main-Sequence Stars». Proceedings of the International Astronomical Union (em inglês) 5 (S264): 419–426.doi:10.1017/S1743921309993036. Consultado em 8 de outubro de 2015.
- Kasting, Whitmire e Reynolds, 1993, p. 114-115.
- Kasting, Whitmire e Reynolds, 1993, p. 111.
- Kasting, Whitmire e Reynolds, 1993, p. 110.
- «HEC: Graphical Catalog Results» (em inglês). Consultado em 9 de outubro de 2015.
- Perryman, 2011, p. 284.
- Astrobio (23 de novembro de 2011). «Habitable Does not Mean ‘Earth-Like’». Astrobiology Magazine (em inglês). Consultado em 12 de outubro de 2015.
- Méndez, Abel. «Earth Similarity Index (ESI)» (em inglês). Planetary Habitability Laboratory. Consultado em 12 de outubro de 2015.
- Howell, Elizabeth (20 de agosto de 2015).«Exoplanets: Worlds Beyond Our Solar System» (em inglês). Space.com. Consultado em 14 de outubro de 2015.
- Plotner, Tammy (23 de novembro de 2011). «Planetary Habitability Index Proposes A Less “Earth-Centric” View In Search Of Life». Universe Today (em inglês). Consultado em 12 de outubro de 2015.
- Gary, Stuart (22 de novembro de 2011). «New approach in search for alien life» (em inglês). ABC Online. Consultado em 12 de outubro de 2015.
- Buckingham, Amanda (5 de março de 2015). «New Exoplanets: Most Earth-Like to Date». Yale Scientific (em inglês). Consultado em 12 de outubro de 2015.
- Perryman, 2011, p. 286.
- Heller e Armstrong, 2014, p. 50-68.
- Wall, Mike (6 de janeiro de 2015). «1,000 Alien Planets! NASA's Kepler Space Telescope Hits Big Milestone» (em inglês). Space.com. Consultado em 14 de outubro de 2015.
- JPL News (6 de janeiro de 2015). «NASA's Kepler Marks 1,000th Exoplanet Discovery, Uncovers More Small Worlds in Habitable Zones» (em inglês). NASA. Consultado em 14 de outubro de 2015.
- Newton, Elisabeth (3 de fevereiro de 2011). «Dip-Detection in the Kepler Data» (em inglês). Astrobites. Consultado em 14 de outubro de 2015.
- Stefansson, Gudmundur (23 de março de 2015). «The Radial Velocity Method: Current and Future Prospects».Astrobites (em inglês). Consultado em 14 de outubro de 2015.
- Wall, Mike (30 de julho de 2015). «Closest Rocky Alien Planet Discovered» (em inglês). Space.com. Consultado em 14 de outubro de 2015.
- «HEC: Data of Potentially Habitable Worlds». PHL (em inglês). 10 de janeiro de 2016. Consultado em 21 de janeiro de 2016.
- «NASA Exoplanet Archive: KOI-5123.01». NASA Exoplanet Science Institute (em inglês). 2 de janeiro de 2015. Consultado em 14 de outubro de 2015.
- «NASA Exoplanet Archive: KOI-5927.01». NASA Exoplanet Science Institute (em inglês). 2 de janeiro de 2015. Consultado em 14 de outubro de 2015.
- Wall, Mike (9 de setembro de 2014). «New Mega-Telescope Will Soon Rise in Chile's Andes Mountains» (em inglês). Space.com. Consultado em 14 de outubro de 2015.
- Lewis, Tanya (25 de fevereiro de 2014). «Construction of Giant Telescope in Hawaii Could Begin This Summer» (em inglês). Space.com. Consultado em 14 de outubro de 2015.
- Wall, Mike (4 de dezembro de 2014). «Biggest-Ever Telescope Approved for Construction» (em inglês). Space.com. Consultado em 14 de outubro de 2015.
- Wall, Mike (11 de novembro de 2013). «Incredible Technology: How Future Space Missions May Hunt for Alien Planets» (em inglês). Space.com. Consultado em 14 de outubro de 2015.
- Redd, Nola Taylor (31 de julho de 2015). «SETI Targets Kepler-452b, Earth's 'Cousin,' in Search for Alien Life» (em inglês). Space.com. Consultado em 14 de outubro de 2015.
- Tate, Karl (23 de julho de 2015). «Earth's Cousin Found: All About Exoplanet Kepler-452b (Infographic)» (em inglês). Space.com. Consultado em 14 de outubro de 2015.
- Clery, Daniel (5 de janeiro de 2015). «How to make a planet just like Earth». ScienceMagazine (em inglês). Consultado em 14 de outubro de 2015.
- Boyle, Alan (23 de julho de 2015). «A Place for Alien Life? Kepler Mission Discovers Earth’s Older Cousin, Kepler-452b». Universe Today (em inglês). Consultado em 14 de outubro de 2015.
- Yuhas, Alan (23 de julho de 2015). «Earth 2.0: Nasa says scientists have found 'closest twin' outside solar system».The Guardian (em inglês). Consultado em 14 de outubro de 2015.
- Méndez, Abel (19 de dezembro de 2012). «Two Nearby Habitable Worlds?». PHL (em inglês). Consultado em 15 de outubro de 2015.
- Méndez, Abel (4 de agosto de 2011). «A Thermal Planetary Habitability Classification for Exoplanets». PHL (em inglês). Consultado em 15 de outubro de 2015.
- Howell, Elizabeth (31 de dezembro de 2013). «Kepler-22b: Facts About Exoplanet in Habitable Zone» (em inglês). Space.com. Consultado em 14 de outubro de 2015.
- Wall, Mike (5 de dezembro de 2011). «NASA Telescope Confirms Alien Planet in Habitable Zone» (em inglês). Space.com. Consultado em 14 de outubro de 2015.
- Wall, Mike (5 de novembro de 2013). «NASA Kepler Results Usher in a New Era of Astronomy». Astrobiology Magazine (em inglês). Consultado em 15 de outubro de 2015.

Bibliografia
- Heller, René; Armstrong, John (2014). «Superhabitable Worlds». Astrobiology (em inglês) 14 (1): 50–66.
- Kasting, James F.; Whitmire, Daniel P.; Reynolds, Ray T. (1993). «Habitable Zones around main Sequence Stars».Icarus (em inglês) 1 (101): 101–128.
- Perryman, Michael (2011). The Exoplanet Handbook (em inglês). Cambridge University Press. ISBN 978-0-521-76559-6.
- Ulmschneider, Peter (2006). Intelligent Life in the Universe: Principles and Requirements Behind Its Emergence (Advances in Astrobiology and Biogeophysics) (em inglês) (segunda edição). Springer. ISBN 978-3540328360.